# سقوط تلمسان (1370)
سقوط تلمسان عام 1370 بأيد القوات المرينية هو حدث تاريخي وقع بعد أن انتصرت قوات السلطان أبو فارس عبد العزيز بن علي على القوات الزيانية لأبي حمو موسى الثاني . وأدى ذلك إلى استيلاء المرينيين على المدينة، وضم المملكة الزيانية بالكامل للمرة الثالثة.

## عملية
بعد حملته ضد قبيلة هنتاتة  ، استقبل أبو فارس عبد العزيز وفداً من عرب السويد الذين دخلوا في صراع مع الزيانيين الذين أسروا أحد قادتهم. عرض العرب مساعدتهم لأي حملة مرينية ضد تلمسان . قبل أبو فارس عبد العزيز، وحشد بسرعة جيشا يجمعه في فاس ، ثم يتقدم نحو تازة من حيث أقام معسكره.
قام السلطان الزياني أبو حمو موسى الثاني بسرعة بتجميع قوات من قبائل العرب ومن قبيلة زناتة استعدادًا للمواجهة الوشيكة. إلا أنه فوجئ بانضمام العرر للجيش المريني، مما دفعه إلى الفرار مع حلفائه المخلصين من بني عامر، وبالتالي تخلى عن عاصمته. فدخل أبو فارس عبد العزيز تلمسان منتصرا.

## تداعيات
أدى هذا الانتصار إلى ضم المملكة الزيانية بالكامل للمرة الثالثة على التوالي. فوصلت بذلك حدود الدولة المرينية إلى حدود الجزائر العاصمة.عين أبو فارس عبد العزيز الجنرال المريني أبو بكر بن غازي واليا على تلمسان . وانطلق لملاحقة أبو حمو موسى الثاني الذي فر إلى وادي ميزاب. ثم سحق أبو بكر ثورات مغراوة والعرب  وهزم كلا من أبو حمو موسى الثاني وأبو زيان ناجحا في تمهيد المنطقة بأكملها.
في أكتوبر 1372، غيرت وفاة السلطان المريني أبو فارس عبد العزيز كل شيء. نصب أبو بكر ابنه سعيد محمد بن عبد العزيز سلطانا، وقرر إخلاء تلمسان والانتقال إلى فاس ، خوفا من ثورات داخلية.فعاد أبو حمو موسى الثاني إلى تلمسان، واستعاد عرشه  وجميع الأراضي الزيانية.